# Ficus membranacea
Ficus membranacea är en mullbärsväxtart som beskrevs av John Wright. Ficus membranacea ingår i släktet fikonsläktet, och familjen mullbärsväxter. Inga underarter finns listade i Catalogue of Life.